# Valleberga kyrka

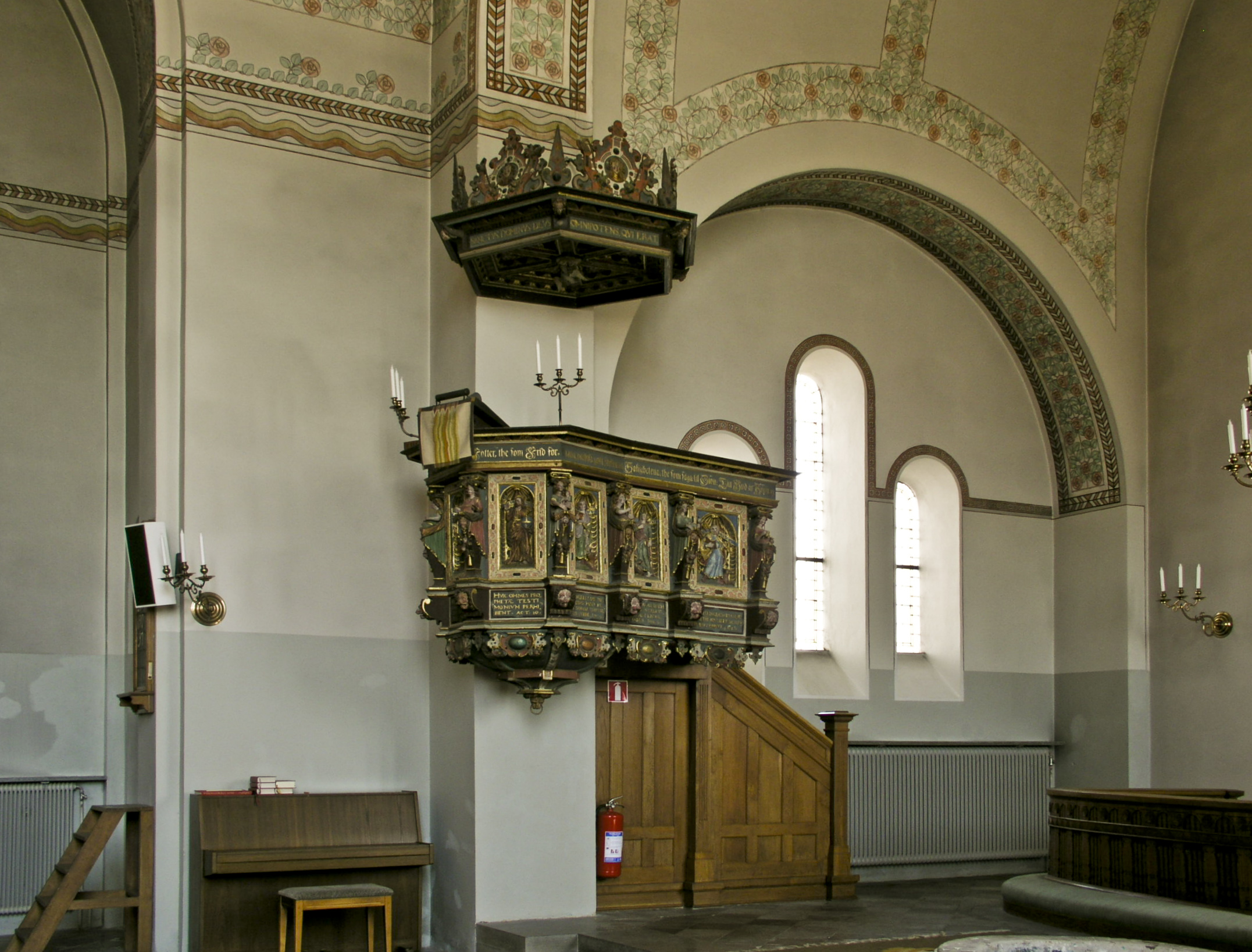
Predikstolen

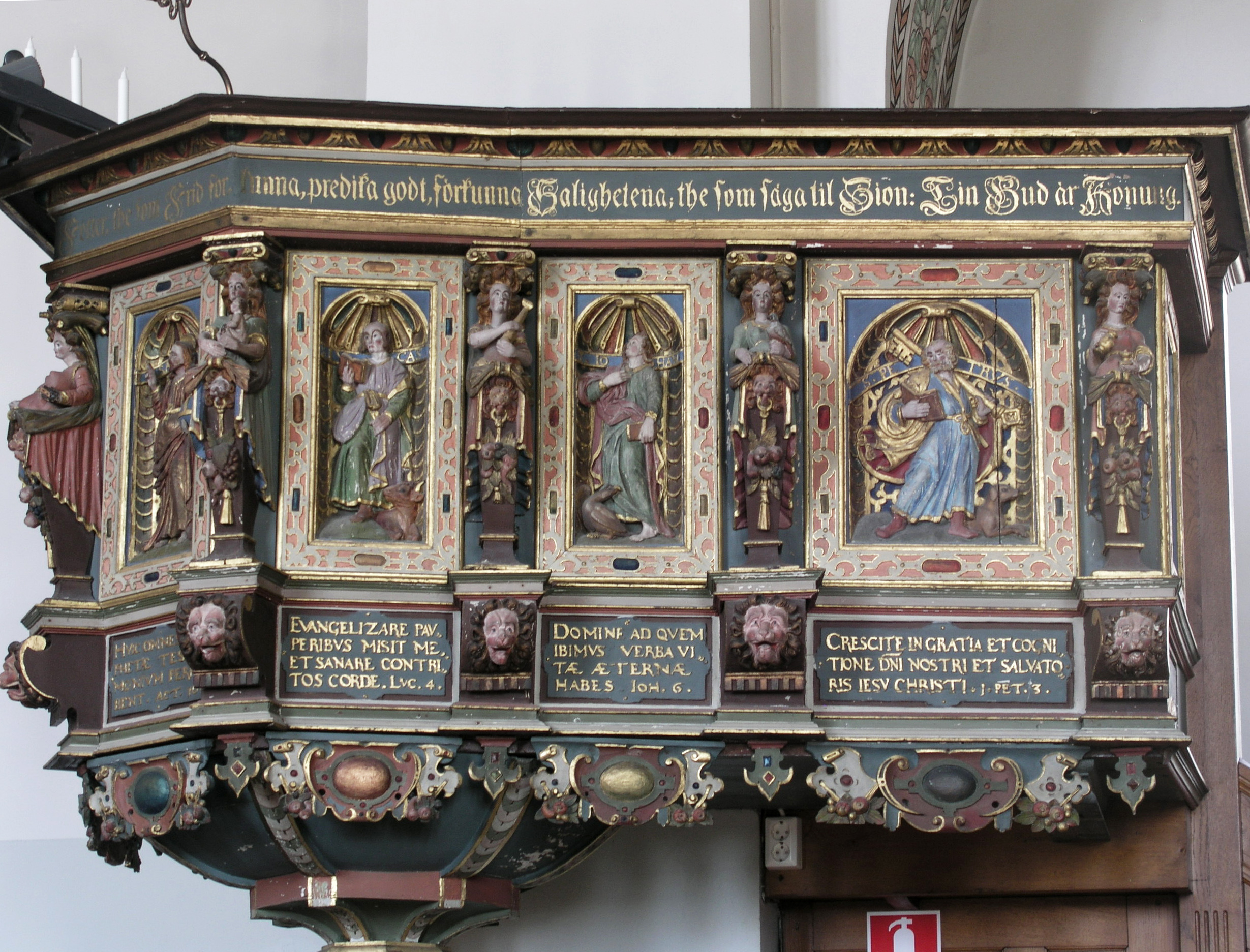
Detalj

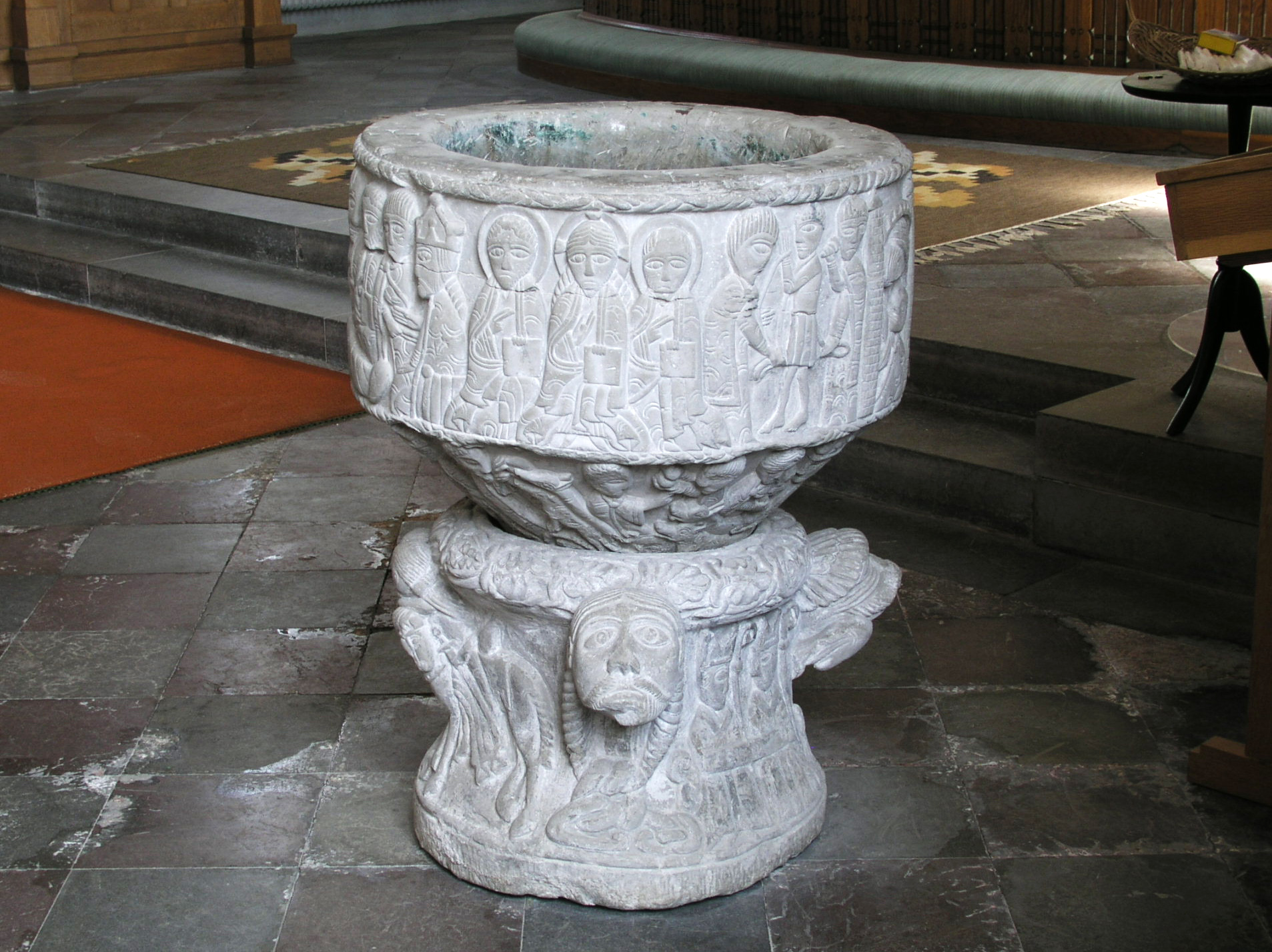
Dopfunten

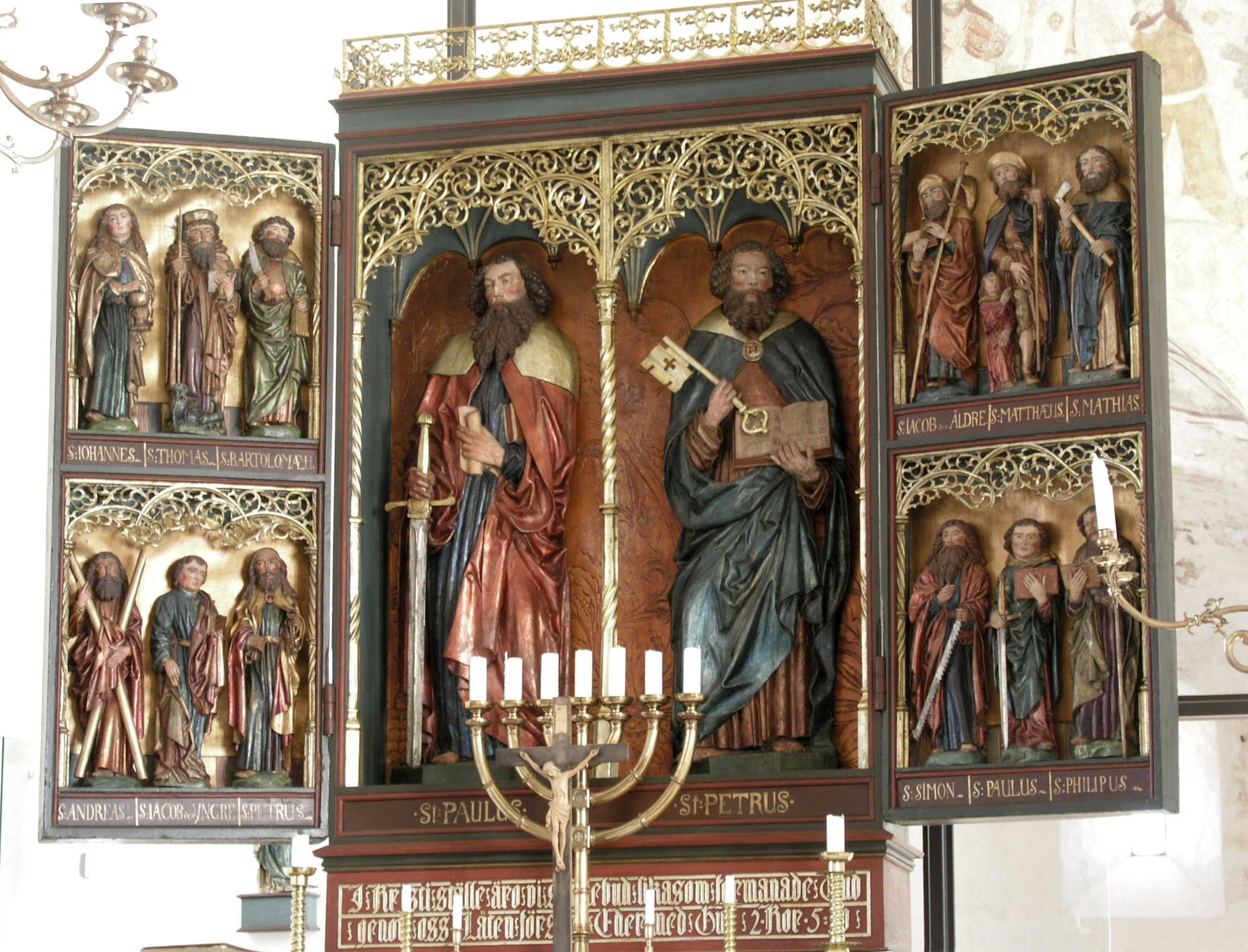
Nuvarande altartavla/altarskåp

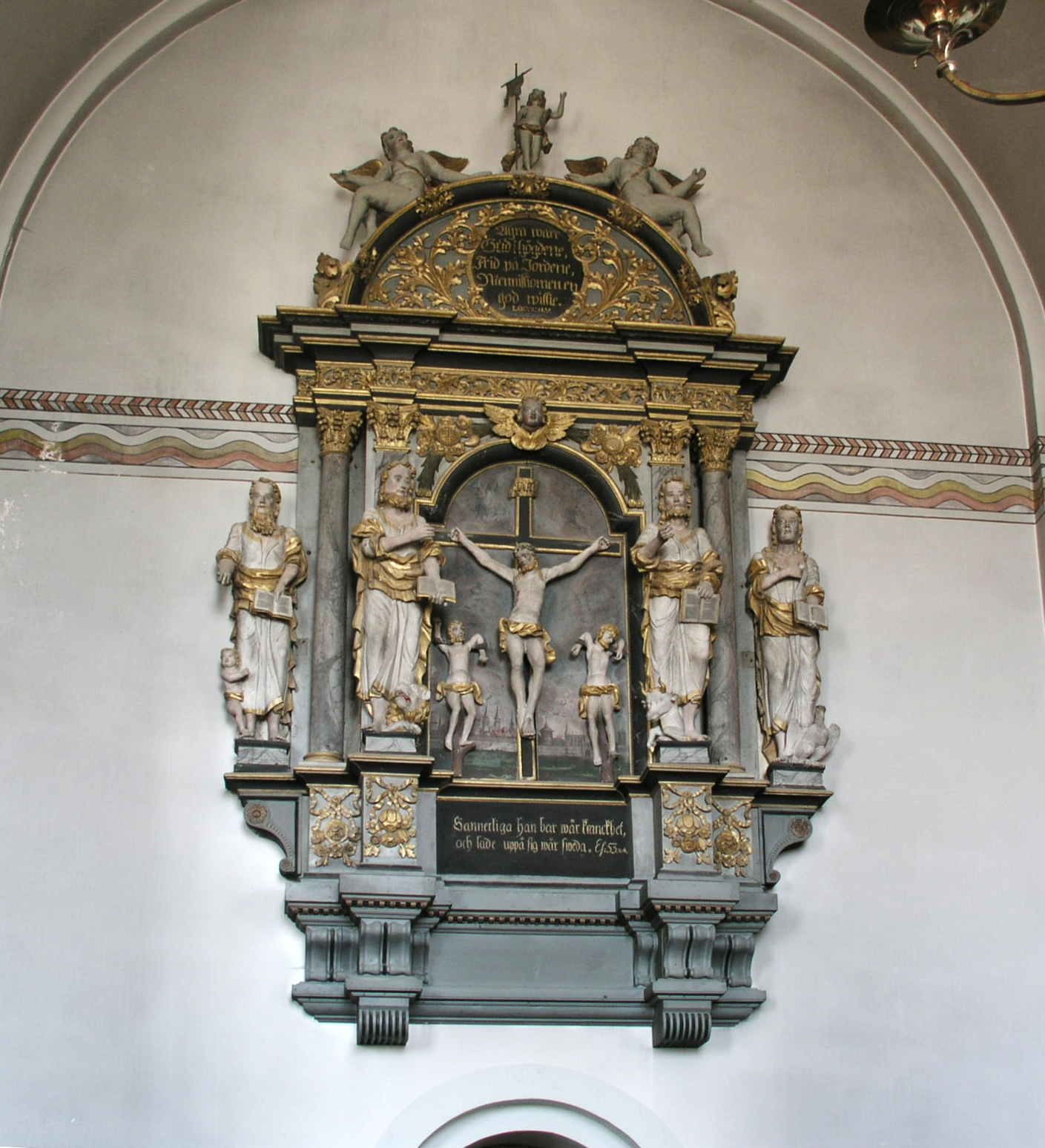
Tidigare altartavlan i Valleberga kyrka

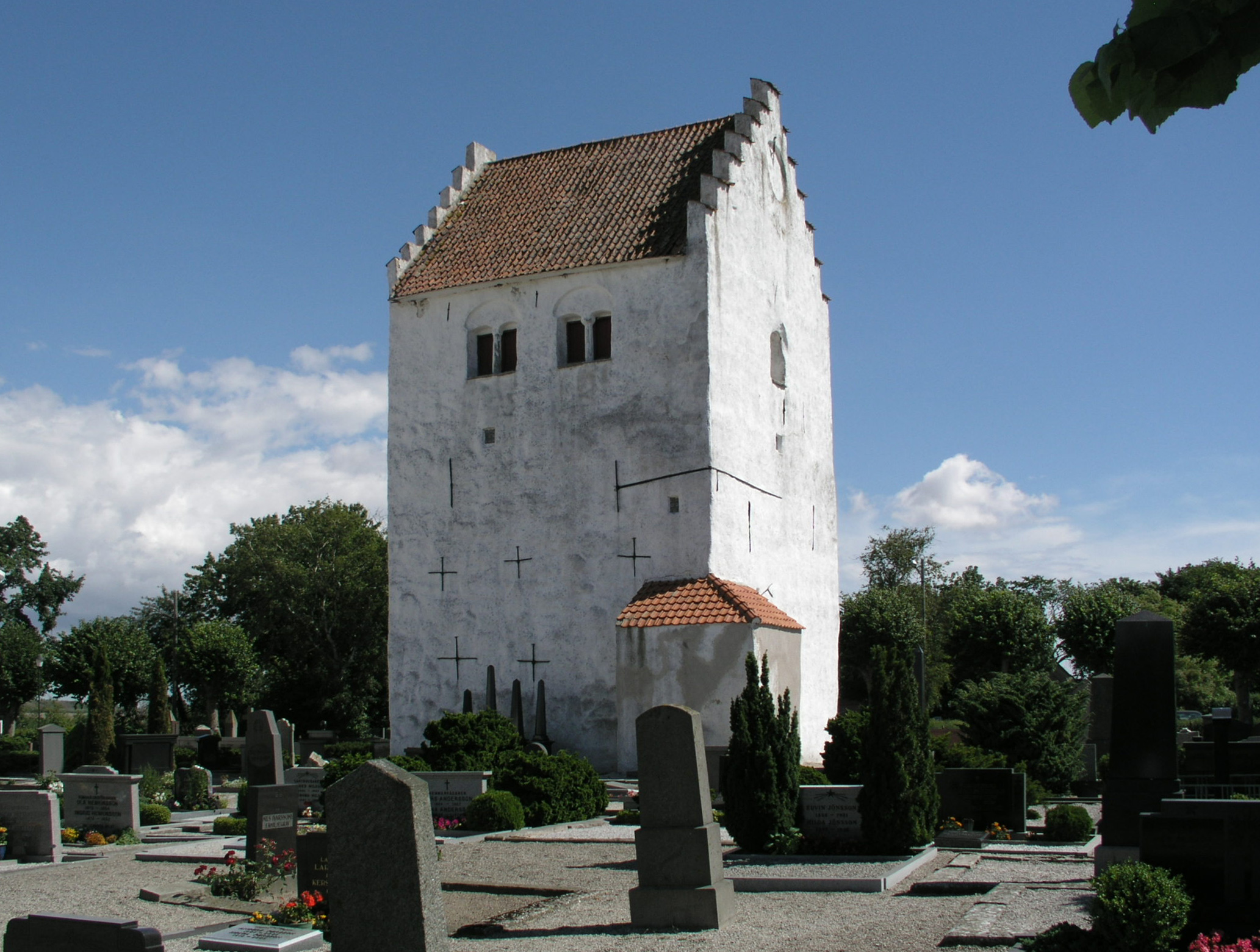
Kastalen

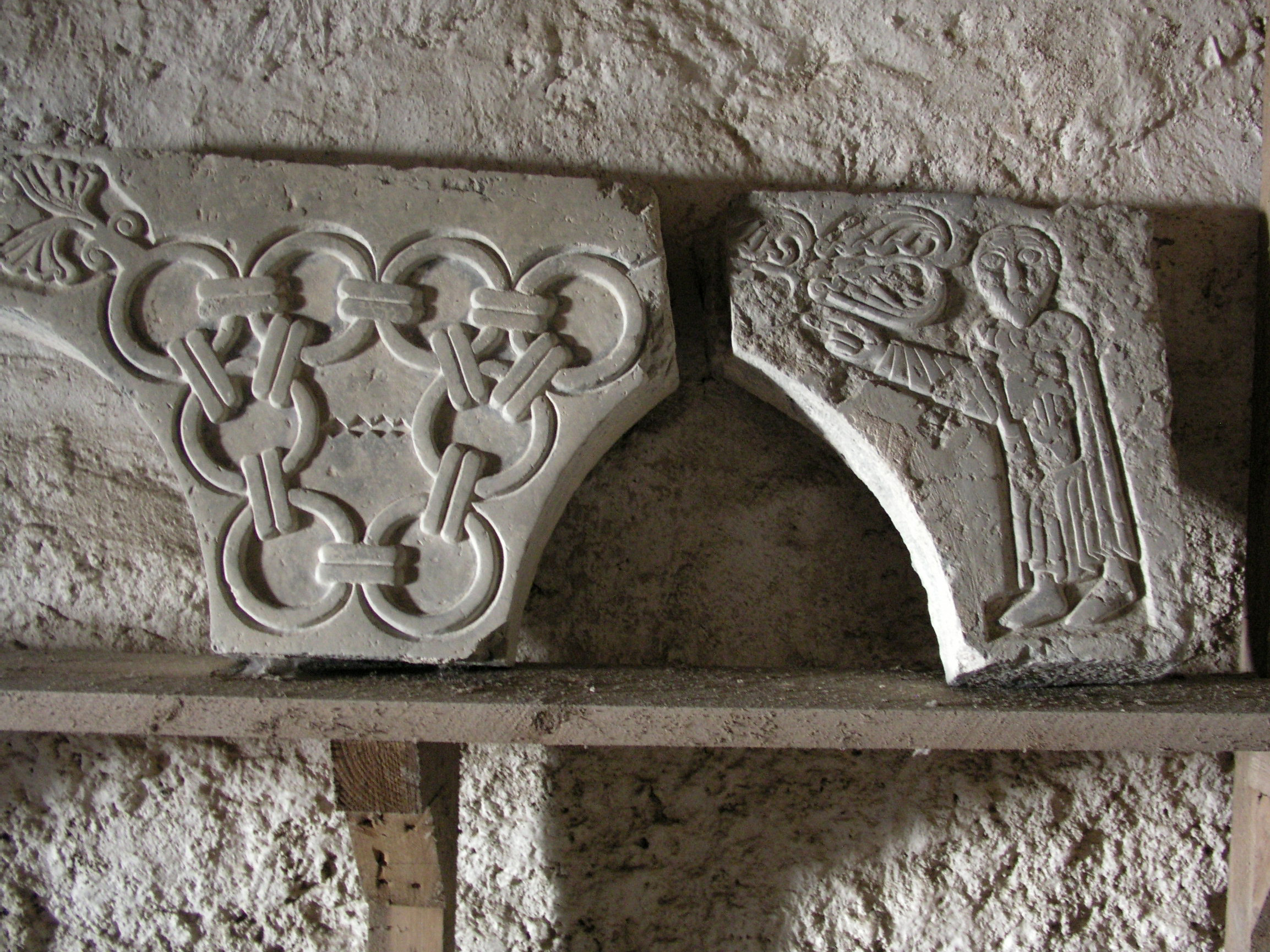
Svickelstenarna

Valleberga kyrka är en kyrkobyggnad i Valleberga. Den tillhör Löderups församling i Lunds stift. 
Kyrkan är känd för att vara Skånes enda kvarvarande rundkyrka, även om det förut funnits en inbyggd i ringmuren kring Helsingborgs slott. Dessutom finns en kastal och en stor tillbyggnad som får själva rundkyrkan att verka mer som ett bihang till tillbyggnaden. Kyrkan har kyrkogård och inhägnas av ett järnstaket.

## Kyrkobyggnaden
Kyrkan byggdes av kalksten i mitten av 1100-talet. Det är oklart om den runda formen är den ursprungliga eller om kyrkan påbörjats som en korskyrka och sedan byggts om till rundkyrka. På 1100-talet verkade den danske biskopen Eskil i Lund. Som varande påvens man landsförvisades han, men efter en försoning med danske kungen Valdemar 1170 byggdes kyrkan i Vä. En teori är att Eskil kan ha legat bakom även byggandet av Valleberga kyrka.
Man har tidigare ansett att rundkyrkorna har byggts som försvarskyrkor, men en senare uppfattning är att övervåningarna främst har tjänat som magasin.
År 1343 byggdes rundkyrkan om så att den på insidan mer liknade en korskyrka än en rundkyrka. Bland annat välvdes den och försågs med murklackar. Varför kyrkan reparerades då är okänt.
Kalkmålningarna i kyrkan är från 1400-talet.
År 1791 byggdes kyrkan ut ytterligare och försågs med tre korsarmar så att själva rundkyrkan knappt syntes över huvud taget. Dessa hade ritats av arkitekt Carl Fredrik Adelcrantz. Genom denna ombyggnad fick även exteriören formen av en korskyrka.
Under 1890-talet väcktes tanken på att bygga en ny kyrka. Anledningen var inte att kyrkan var för liten, utan att kyrkorummet inte lämpade sig riktigt för gudstjänster. Flera av besökarna kunde exempelvis inte se prästen. Theodor Wåhlin kom i kontakt med Vallebergas kyrkoherde, Carl von Sydow, och man började diskutera den nya kyrkan. År 1900 accepterade kyrkoherden ett av förslagen. Det innebar att både "rundkyrkan", tillbyggnaderna och kastalen skulle rivas och ersättas av en ny tegelkyrka i gotisk stil. Detta tilläts dock inte av Kungliga Vitterhets-, Historie- och Antikvitetsakademin. De föreslog bland annat att rundkyrkan skulle behållas som gravkapell och att en ny kyrka kunde byggas vid sidan om. Ett annat förslag var att rundkyrkan skulle byggas ut. Kyrkstämman gick dock inte med på detta, utan ville fortfarande riva allt och bygga en ny kyrka.
Sedermera upptäckte Theodor Wåhlin resterna av den gamla rundkyrkan, som han ville bevara. Det dröjde ett tag innan man kom överens, men 1905 hade han ritningarna till en tillbyggnad av kyrkan klara. De accepterades av både Vitterhetsakademien och kyrkostämman. Byggmästaren kunde påbörja sitt arbete 1908.
Wåhlins förslag innebar att de tillbyggda korsarmarna från 1791 revs och att rundkyrkan därmed återställdes. Dessutom byggdes kyrkan ut rejält i väster med ett stort långhus i jugendstil och ett högt sidoställt torn. Den nya kyrkan fick dessutom en ny orgel (se bild), helt nya bänkar (se bild) och omgjutna klockor.
Bygget blev lite försenat, men den 12 juni 1910 kunde kyrkan återinvigas.
Den senaste renoveringen avslutades år 2004 och kyrkan kunde återinvigas den 9 maj 2004. Då gjordes en del mindre om- och tillbyggnader, värme- och elsystemen byttes, kalkmålningar konserverades och en ny klockringningsapparatur installerades. Kyrkklockorna är programmerade att ringa tio minuter före solnedgången på lördagarna, men i slutet av maj samma år inträffade ett tekniskt fel och klockorna ringde oavbrutet. Första gången kunde kyrkvaktmästaren stanna klockorna omgående, men andra gången ringde de oavbrutet i ungefär två timmar. Den på interiörbilden synliga mattan mellan bänkraderna borttogs den 14 november 2006 och stengolvet är därigenom åter synligt.

## Inventarier

### Predikstol
Predikstolen tillverkades år 1619 av en okänd mästare. Det är försett med Kristian IV:s namnchiffer

### Dopfunt
Dopfunten härstammar från 1160-talet och har skulpterats av Trydemästaren, även kallad Majestatis. Den visar scener ur en legend om apostlarna Petrus och Paulus.

### Altartavlor
Altarskåpet dateras till början av 1500-talet. Den centrala delen i skåpet är skulpturer av Petrus och Paulus och i skåpsluckorna finns de tolv apostlarna (Petrus och Paulus förekommer två gånger i skåpet). Petrus och Paulus hade tidigare fristående placeringar. En tidigare altartavla hänger numera över den dörr som leder till tornkammaren, men hade tidigare sin plats på högaltaret. Den är tillverkad 1742 av Matthias Stenberg.

### Orgel
- 1844 byggde Sven Fogelberg, Lund en orgel med 11 stämmor.
- Den nuvarande orgeln byggdes 1910 av Johannes Magnusson, Göteborg och är en mekanisk orgel med pneumatiska lådor. Orgeln har fasta kombinationer.

| Manual I       | Manual II           | Pedal      | Koppel  |
| Principal 16´  | Rörflöjt 8´         | Subbas 16´ | I/P     |
| Spillflöjt 16´ | Salicional 8´       | Flöjt 4´   | II/P    |
| Principal 8'   | Flöjt oktaviante 4' |            | II/I    |
| Gedackt 8'     | Svegel 2'           |            | II 4'/I |
| Oktava 4'      |                     |            |         |
| Gemshorn 4'    |                     |            |         |
| Quinta 3'      |                     |            |         |
| Oktava 2'      |                     |            |         |
| Trumpet 8'     |                     |            |         |

## Kastalen
Valleberga kyrkas klocktorn är en senmedeltida kastal och kan ha varit en del av en mur runt kyrkan.
På golvet i kastalen ligger tre avlånga gravstenar som huggits i kalksten från Komstad. De stod tidigare på kyrkogården. En av dessa gravstenar visar en stående man som gör en välsignande gest, en sten visar bara ett kors. Dessa har huggits av Trydemästaren som även huggit dopfunten som står i kyrkan. I kastalen finns också en halvfärdig runsten och rester av kalkstenspelare.
I kastalen finns också två så kallade svickelstenar som tidigare ingått i byggnadskonstruktionen, troligen omfattningarna till portalerna. Den vänstra svickelstenen på bilden påträffades enligt kyrkans stencil 1956 tillsammans med en liknande sten under det nuvarande golvet i rundkyrkan. Under renoveringsarbetet 1908 påträffades den högra svickelstenen som var prydd med en gestalt i helfigur. Stenen låg som fyllnadsmaterial i den södra korsarmen. Enligt kyrkans stencil skrev Hugo Frölén om stenen:
Att den skall föreställa en gud, synes mig troligt av de två fingrar, som bjudande utsträckes till välsignelse eller varning mot en i det motsvarande hörnfältet stående figur.
Denna sten påträffades också mycket riktigt – som golvfyllning – under arbetet 1956.
När den nya kyrkan byggdes ville församlingen riva kastalen, men det accepterades inte av myndigheterna i Stockholm. Församlingen fortsatte att arbeta för en rivning av kastalen, men till slut bestämde riksantikvarien att kastalen skulle behållas. Därför står den kvar, än i dag.